# Alfred Roch
Charles  Alfred Roch (* 8. Juni 1925 in Lausanne; † 1. August 2023 in Pontcharra) war ein Schweizer Skilangläufer.

## Werdegang
Roch, der für den SC Château-d’Oex startete und als Holzfäller sowie als Landwirt tätig war, bestritt meist Patrouillenläufe und nahm nur an wenigen Rennen im Skilanglauf teil. National trat er erstmals bei den Schweizer Skimeisterschaften 1950 in Erscheinung, wo er den achten Platz im 18-km-Lauf errang. Im folgenden Jahr wiederholte er diese Platzierung und holte im 50-km-Lauf seinen einzigen Meistertitel. Zudem kam er beim Holmenkollen Skifestival auf den 42. Platz über 18 km und auf den 16. Rang über 50 km. In der Saison 1951/52 belegte er bei den Schweizer Meisterschaften 1952 in Le Brassus den dritten Platz mit der Staffel und bei seiner einzigen Teilnahme an Olympischen Winterspielen in Oslo den 16. Rang über 50 km.